# Alesa hemiurga
Alesa hemiurga is een vlindersoort uit de familie van de prachtvlinders (Riodinidae), onderfamilie Riodininae.
Alesa hemiurga werd in 1867 beschreven door H. Bates.